# Pegomya kumari
Pegomya kumari är en tvåvingeart som beskrevs av Masayoshi Suwa 1984. Pegomya kumari ingår i släktet Pegomya och familjen blomsterflugor.
Artens utbredningsområde är Nepal. Inga underarter finns listade i Catalogue of Life.